# 大阪音楽大学短期大学部
大阪音楽大学短期大学部（おおさかおんがくだいがくたんきだいがくぶ、英語: Osaka Junior College of Music）は、大阪府豊中市庄内幸町1-1-8に本部を置く日本の私立大学。1915年創立、1951年大学設置。大学の略称は大阪音大短大部。

## 概観

### 大学全体
- 大阪音楽大学短期大学部は、大阪府豊中市内にある日本の私立短期大学。学校法人大阪音楽大学により1951年に設置された。

### 建学の精神（校訓・理念・学是）
- 建学の精神を参照のこと。

### 教育および研究
- 現在、音楽科のみで13つのコースをもつ。

### 学風および特色
- 大阪音楽大学短期大学部は、独自のイベントとして2月に行われる定期演奏会がある。
- 学部と同類の学科が設置されているため、卒業後は併設の大学に編入学する学生も少なくない。

## 沿革
- 1915年 大阪音楽学校を創設。
- 1951年 大阪音楽短期大学（おおさかおんがくたんきだいがく）として開学。
  - 音楽科
    - 第一部：1958年3月31日廃止、1965年再設置。
      - 声楽専攻
      - 器楽専攻
      - 作曲楽理専攻：1958年3月31日廃止。1965年作曲専攻として復活。
- 1954年 第二部が設置される（学生数：男23 女23 [1]）。キャンパスを豊能郡庄内町（現：豊中市）に移転。
  - 器楽専攻
  - 声楽専攻
  - 作曲楽理専攻
- 1958年 3月31日音楽科第一部廃止[2]。
- 1959年11月11日 大阪音楽大学短期大学部と改称。
- 1965年 音楽科第一部（作曲、器楽、声楽の各専攻）、再設置される（学生数：男5 女137[3][2]）
- 1966年 第一部課程に音楽専攻が設置される。音楽科第二部の器楽専攻・声楽専攻・作曲楽理専攻に替えて音楽専攻を置く。
- 1992年 1月27日をもって音楽科第二部、正式に廃止[2]。
- 2004年 音楽専攻がジャズ・ポピュラー専攻に改組される。
- 2009年 各専攻をコースと改める。（11コース）
- 2012年 クラシックギター・ダンスパフォーマンスコースの開設。
- 2018年 クラシックギターコースをギター・マンドリンコースに改称。
- 2019年 ダンスパフォーマンスコース募集停止。

## 基礎データ

### 交通アクセス
- 阪急電鉄宝塚本線庄内駅下車

## 教育および研究

### 組織

#### 学科
- 音楽科
  - 作曲デザイン
  - 音響照明
  - 声楽
  - ピアノ
  - 管楽器
  - 弦楽器
  - 打楽器
  - ギター・マンドリン
  - 邦楽
  - ジャズ
  - ポピュラーエンターテインメント
  - ミュージカル
- 2008年までの組織
  - 器楽専攻
  - 声楽専攻
  - 作曲専攻
  - ジャズ・ポピュラー専攻
  - 電子オルガン
  - ダンスパフォーマンス[4]

##### 第二部について
- 音楽専攻が設置されていたが、沿革の欄にもあるように、1965年度の募集までは以下の専攻となっていた。
  - 器楽専攻
  - 声楽専攻
  - 作曲楽理専攻

#### 専攻科
- 大学評価・学位授与機構認定。
  - 音楽専攻：12コースに分かれる。
    - 作曲デザイン・コース
    - 声楽コース
    - ピアノ・コース
    - 管楽器コース
    - 弦楽器コース
    - 打楽器コース
    - ギター・マンドリン・コース
    - 邦楽コース
    - ジャズ・コース
    - ヴォーカルパフォーマンス・コース
    - ポピュラーインストゥルメント・コース
    - ミュージカル・コース
- 以下は2011年に改組されるまでの専攻。
  - 器楽専攻：ピアノクラシック、ポピュラー・インストゥルメント、電子オルガン、管楽器、弦楽器、打楽器、ジャズ、邦楽の各コースに分かれる。
  - 声楽専攻：声楽、ミュージカル、ポピュラー・ボーカルの各コースがある。
  - 作曲専攻

#### 別科
- なし

##### 取得資格について
- 中学校教諭二種免許状（音楽）が設置されている。かつては二部にも設置されていた。当初は、第一部・第二部とも高等学校教諭免許状（音楽）の認可も受けている[5]。

## 学生生活

### 部活動・クラブ活動・サークル活動
- クラブ活動
  - 体育系
  - 文化系

### 学園祭
- 学園祭は大学と合同で、毎年概ね11月に行われる。

## 大学関係者と組織

### 大学関係者一覧

#### 大学関係者
- 初代学長
  - 永井幸次
- 非常勤講師兼シンガーソングライター
  - 西浦達雄

#### 出身者
- aiko - ミュージシャン
- 藤原岬 - ミュージシャン
- 赤﨑夏実 - タレント『おはよう朝日です』エレクトーン奏者　ジャズポピュラー科卒業。
- 伊藤加奈子 - タレント 元『おはよう朝日土曜日です』エレクトーン奏者  電子オルガンコース卒業。
- 尾崎小百合 - 漫才師
- 奥幸代 - ヴァイオリニスト
- 下村陽子 - 作曲家、編曲家
- 海田明里 - 作曲家
- 大和貴恵、ミュージカル俳優
- 西川悟平、ピアニスト、オペラ歌手
- 古谷光広 - ミュージシャン、サクソフォーン奏者。
- 松崎莉沙 -  女優、歌手
- 河津知典- 藤井風のマネージャー。

## 施設

### キャンパス
- 全て大学と共同使用している。

## 対外関係

### 系列校
- 大阪音楽大学

## 卒業後の進路について

### 就職について
- 在学中に学んだ音楽を活かした職に就く人が多い。芸術家として活躍する人、音楽教室講師や音楽科教諭として勤務する人が多い。松下電器産業をはじめ一般企業への就職者もみられる。

### 編入学・進学実績
- 大阪音楽大学をはじめ音楽系の大学への編入、転入学や大阪音楽大学短期大学部専攻科などがある。